# La Sierpe (ort)
La Sierpe är en ort i Kuba.   Den ligger i provinsen Provincia de Sancti Spíritus, i den centrala delen av landet, 400 km öster om huvudstaden Havanna. La Sierpe ligger 31 meter över havet och antalet invånare är 16 937.
Terrängen runt La Sierpe är platt, och sluttar söderut. Runt La Sierpe är det ganska glesbefolkat, med 32 invånare per kvadratkilometer. Det finns inga andra samhällen i närheten. Trakten runt La Sierpe består till största delen av jordbruksmark.